# École d'ingénieurs de Marseille
L'École d'ingénieurs de Marseille (également désignée par le sigle EIM) est une ancienne grande école d'ingénieurs française. Fondée en 1891 sur le modèle de l'École centrale des arts et manufactures, elle assure pendant près d'un siècle la formation des ingénieurs de la région de Marseille. Elle disparaît en 1975 pour fusionner avec d'autres écoles d'ingénieurs et former l'École supérieure d'ingénieurs de Marseille. Son héritière actuelle est l'École centrale de Marseille.

## Histoire
Née de la volonté de plusieurs personnalités conscientes de l’importance de doter Marseille d’une grande école appelée à former ses cadres, elle a été fondée sous l'impulsion d'un "Comité de patronage des hautes études" présidé par Félix Baret, maire de Marseille. Ce comité délégua à des administrateurs-fondateurs le soin de mettre en place cet établissement d'enseignement. Parmi ceux-ci, il convient de noter les noms de Jules Macé de Lepinay, professeur de physique à la Faculté des sciences de Marseille, Ernest Marguery, avocat, adjoint au maire de Marseille, ainsi que Louis Ostrowsky, Ingénieur des Arts et Manufacture (École Centrale de Paris), directeur-fondateur de l’école. Une convention fut ainsi passée le 12 septembre 1891 décidant de "la création d'un établissement d'enseignement supérieur technique formant des ingénieurs pour toutes les branches de l'industrie" dont le programme initial s’inspira de celui de Centrale Paris. Elle devait être ouverte aux bacheliers. 
L'école ouvrit ses cours le 16 novembre 1891 au 10, rue Duguesclin dans un ancien collège de jeunes filles, près de l'église des Réformés. La première promotion forte de 9 personnes sortit en 1895. À partir d'octobre 1904, l'école déménagea dans les locaux du 72 rue Reynard -aujourd'hui 92 rue Auguste-Blanqui- qui appartenaient à l'université de sciences de Marseille. La reconnaissance de l'école par l'État demandée par le conseil d'administration en 1913 fut acceptée par décret du 5 février 1921 et complétée par l'arrêté du 12 juin de la même année accordant au diplôme d'ingénieur la signature du ministre de l'instruction publique. En 1928, l'EIM s'installa dans les locaux du 110 boulevard de la Madeleine, devenu boulevard de la Libération après la seconde guerre. Elle s'étendit ensuite dans les locaux annexes de la rue Chappe en juin 1960. 
Le soutien matériel de la Chambre de Commerce et d'Industrie de Marseille (CCIM, devenue Chambre de Commerce et d'Industrie de Marseille Provence ou CCIMP) a accompagné l'EIM tout au long de son existence, notamment par la mise à disposition des locaux du boulevard de la Madeleine/Libération, puis ceux de la rue Chappe ainsi que la prise en charge d'une partie de son fonctionnement. L'école maintint en outre des liens permanents étroits avec la faculté des sciences de Marseille. En effet, dès sa fondation, la convention de 1891 prévoyait l'assistance obligatoire des élèves ingénieurs à un certain nombre d'enseignements de la faculté dans des domaines purement scientifiques. De ce fait, un grand nombre d'élèves détenaient un diplôme universitaire à leur sortie de l'école. 
Au cours de son existence, l'EIM compta trois présidents du conseil d’administration: Ernest Marguery, Louis Houllevigne et Édouard Rastoin et quatre directeurs : Louis Ostrowsky (1891-1924), René Misset (1924-1946), Henri Muchart (1946-1969) et Jean-Paul Mouy (1970-1975). 
L'EIM a disparu en 1975, fondue dans l'École supérieure d'ingénieurs de Marseille (ESIM) conjointement avec deux autres écoles : l'EEIM (École d'Électricité Industrielle de Marseille) et l'EREM (École de Radio-Électricité de Marseille), ces trois écoles, ainsi que l'école émergente dépendant de la Chambre de Commerce. La fusion fut promulguée lors d'une délibération de la CCIMP du 24 janvier 1972. L'ESIM a été habilitée par avis du ministère de l'Éducation Nationale publié au Journal Officiel du 28 mai 1974, à la délivrance des diplômes.
En 2004, l'ESIM s'est fondue dans un ensemble plus vaste : l'École généraliste d'Ingénieurs de Marseille devenue depuis l'École centrale de Marseille.